# Alain Tanner
Pour les articles homonymes, voir Tanner.
Alain Tanner est un réalisateur suisse, né le 6 décembre 1929 à Genève, où il est mort le 11 septembre 2022.

## Biographie

### Origines et formation
Alain Tanner naît le 6 décembre 1929 à Genève,, dans une famille de la  bourgeoisie genevoise.
Il étudie les sciences économiques à l'université de Genève. Avec Claude Goretta, il fonde en 1951 le Ciné-club universitaire de Genève. À 23 ans, il s'engage pour un stage de deux ans dans la marine marchande.

### Carrière
De 1955 à 1958, Tanner séjourne à Londres où il se passionne pour le cinéma et trouve un emploi au British Film Institute de Londres. En 1957, il réalise son premier film, avec Claude Goretta Nice Time (Piccadilly la nuit). Le film obtient le prix du Film expérimental au Festival de Nice 1957.
De retour d'Angleterre, il entre comme réalisateur à la Télévision suisse romande où il signe plusieurs courts métrages et des documentaires (comme celui sur les inondations de Florence du 1er décembre 1966). En 1962, il fonde l'Association suisse des réalisateurs.
En 1968, il fonde le Groupe 5 avec Michel Soutter, Claude Goretta, Jean-Louis Roy et Jean-Jacques Lagrange, instrument de concertation destiné à promouvoir le jeune cinéma suisse.
Il se fait connaître dès la fin des années 1960 avec des films comme Charles mort ou vif (1969), lauréat du Léopard d'or au Festival international du film de Locarno, La Salamandre (1971), avec Bulle Ogier, Jonas qui aura 25 ans en l'an 2000 (1976), Les Années lumière (1981), grand prix au Festival de Cannes, et Dans la ville blanche (1983), César du meilleur film francophone.
Il est membre du jury du Festival de Cannes 1972 et de la Mostra de Venise 1983.
En 2007, il livre ses réflexions sur son expérience de réalisateur, et l'évolution du cinéma au cours des quarante années précédentes dans l'ouvrage abécédaire Ciné-Mélanges, publié aux éditions du Seuil.
Le 29 mai 2008, Alain Tanner reçoit le titre de docteur honoris causa de l'université de Lausanne. Il est l'invité d'honneur des Rencontres cinéma de Gindou du 23 au 30 août.
En 2014, les archives d'Alain Tanner entrent à la Cinémathèque suisse.

### Vie privée
Alain Tanner est le père de l’actrice Cécile Tanner, qui a joué dans le film Rouge de Krzysztof Kieślowski.

### Mort
Alain Tanner meurt le 11 septembre 2022 à Genève, à l'âge de 92 ans. Il est incinéré.

## Ses idées, son cinéma
Pour Tanner, le cinéma issu du marketing contemporain est rangé dans la catégorie « anticonstitutionnel ». Chantre de l'antilibéralisme esthétique, Tanner propose un cinéma à contre-courant : « Je ne suis plus synchrone du tout. […] Mais compte tenu de l'air du temps, je trouve cela plutôt réjouissant. Serais-je synchrone aujourd'hui que je vivrais cela comme une trahison. »
Tanner estime qu'il faut partager quelque chose avec le spectateur, le tenir à la bonne distance (ni trop près pour ne pas dormir, ni trop loin pour ne pas souffrir), lui offrir quelque chose à dépiauter. Ensuite habiter le lieu où l'on tourne, qu'on ne peut pas confondre avec son ennemi, le décor : « Il faut le sentir, le palper avec les sens, le laisser venir à vous, par les lumières du matin et du soir. » Pas de plans de coupe, pas de plans trop brefs (petit truc pour avoir un son direct réussi). Bref, pour Tanner, c'est l'affaire de « ressentir » le monde, c'est-à-dire la politique, et citant Jean Vigo : « Avoir un point de vue documenté. »

## Citation
« Un jour, en discutant avec une classe d'une école de cinéma, je posai aux étudiants la colle suivante : « Savez-vous pourquoi on dit que le découpage est de droite et le montage de gauche ? » Silence effaré dans les rangs. Trente ans plus tôt, quelqu'un aurait eu la réponse, et aujourd'hui, c'est comme si j'avais parlé chinois. »

— Parution du 6 juin 2007 dans le journal Libération.
https://www.letemps.ch/culture/colere-heritage

## Filmographie

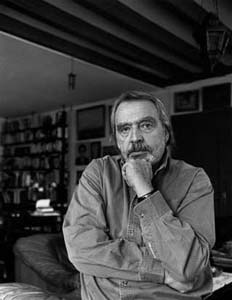
Alain Tanner par Erling Mandelmann (1993).

- 1957 : Piccadilly la nuit (Nice Time)
- 1961 : Ramuz, passage d'un poète
- 1962 : L'École
- 1964 : Les Apprentis
- 1966 : Une ville à Chandigarth
- 1968 : Docteur B, médecin de campagne (téléfilm)
- 1968 : Le Pouvoir dans la rue (documentaire pour la télévision)
- 1969 : Charles mort ou vif - Léopard d'or au Festival de Locarno
- 1970 : La Vie comme ça (téléfilm)
- 1971 : La Salamandre
- 1973 : Le Retour d'Afrique
- 1974 : Le Milieu du monde
- 1976 : Jonas qui aura 25 ans en l'an 2000
- 1978 : Messidor
- 1981 : Les Années lumière - Grand prix au Festival de Cannes 1981
- 1983 : Dans la ville blanche - César du meilleur film francophone
- 1985 : No Man's Land
- 1987 : Une flamme dans mon cœur
- 1987 : La Vallée fantôme
- 1989 : La Femme de Rose Hill
- 1991 : L'Homme qui a perdu son ombre
- 1992 : Le Journal de Lady M.
- 1995 : Les Hommes du port (documentaire)
- 1995 : Fourbi
- 1998 : Requiem
- 1999 : Jonas et Lila, à demain
- 2002 : Fleurs de sang
- 2004 : Paul s'en va

## Documentaire
- [vidéo] « Mai 68 à Paris », Jean-Pierre Goretta et Alain Tanner sur Radio télévision suisse, 6 juin 1968 (consulté le 21 septembre 2023)